# Purperbruine fluweelboleet
De purperbruine fluweelboleet (Xerocomellus pruinatus) is een paddenstoel uit de familie Boletaceae. De paddenstoel is vrij zeldzaam. Hij komt voor bij houtwallen, singels en lanen. Hij leeft in ectomycorrhizagemeenschap met eiken (Quercus). Hij houdt van kalk- en humusrijke grond. Hij  onderscheidt zich van andere roodsteelfluweelboleten door de niet craquelerende hoed.

## Kenmerken

### Uiterlijke kenmerken
Hoed
De hoed heeft een diameter van 2,5 tot 10 (-15) cm. De vorm is aanvankelijk kussenvormig en met de jaren wordt deze platter en aan de rand naar puilt deze naar boven. De deklaag heeft een zwarte, donkere tot kastanjebruine kleur. Soms kan de hoed ook helemaal wijnrood tot bloedrood worden gekleurd. De bruine kleuren van oude vruchtlichamen kunnen ook doffe olijftinten hebben. Aan de rand is vaak de onderliggende wijnrode onderlaag (subcutis) zichtbaar. Anders is de rand lichter, witachtig, geelachtig of abrikoos tot roestig getint. Het oppervlak heeft een gerimpelde, ontpitte structuur als het jong is en heeft een fijne fluweelachtige glazuur. Later wordt het gladder, kaal en vertoont het nauwelijks scheuren in de hoedenhuid. De barsten verschijnen alleen aan de rand en strekken zich slechts in zeldzame gevallen uit over de hele hoed. Bij regenachtig weer is het oppervlak plakkerig, anders droog. 
Poriën
De citroengele, gele tot chroomgele, dan groengele buisjes worden nauwelijks blauw als ze worden ingedrukt, maar krijgen graag roestbruine tinten. De poriën zijn gekleurd als de buisjes, jong rond en later meer veelhoekig, onregelmatig gedraaid en slechts zelden groter dan 1 mm. De buislaag die op de steel groeit en met een tand naar beneden loopt, is vaak dikker dan het hoedenvlees. 
Steel
De steel heeft een lengte van 3 tot 8 (–12) cm en een dikte van 1 tot  3(–4) cm. De sterke, zwak vezelige steel heeft een bolvormige spindelvorm als hij jong is en een cilindrische vorm wanneer hij volgroeid is. Het kleurenspectrum varieert van geelachtig tot felgeel, zelden rood schilferig vanaf het begin, oudere vruchtlichamen vertonen vaak rode vlekken en kunnen uiteindelijk helemaal rood lijken. De steelvoet wordt vaak bruin als deze gekneusd is en onthult een gebroken wit tot lichtgeelachtig mycelium. De steel is wordt binnen enkele minuten blauw na kneuzing.
Vlees
Tijdens de groei vervaagt het puur gele vruchtvlees in de hoed tot witachtig, terwijl het in de steel meer verzadigd van kleur blijft en meer okertinten vertoont, soms zelfs een rode zweem. De basis krijgt uiteindelijk een min of meer intense blauwe kleur. Het vlees wordt niet blauw bij contact met lucht, of slechts een beetje bij het ouder worden. Alleen de stamschors kan rode tinten vertonen. De bordeauxrode lijn onder de deklaag is bijzonder gemakkelijk te zien bij een hoofdhuidsnede. Een plak wordt van de bovenkant van de hoed afgesneden met een mes in een ondiepe hoek.
Geur en smaak
Geur en smaak zijn onopvallend tot licht zuur.
Sporenprint
De sporenprint heeft een mosterdgele kleur als het vers is en een meer olijfkleurige kleur als het droog is.

### Microscopische kenmerken
In verse vruchtlichamen kleurt het vlees olijfgroen na het aanbrengen van een druppel Melzers reagens.

## Verspreiding
Xerocomellus pruinatus is wijdverbreid in Europa. De soort komt voor in Oostenrijk, België, Denemarken, Duitsland, Engeland, Frankrijk, Italië, Ierland, Noorwegen, Polen, Zweden, Zwitserland, Slowakije, Slovenië, Spanje, Tsjechië en Hongarije. In andere Europese landen werd de soort vaak verkeerd geïnterpreteerd als een vorm van de roodsteelfluweelboleet (Xerocomellus chrysenteron).
In Nederland komt hij vrij algemeen voor.

## Foto's

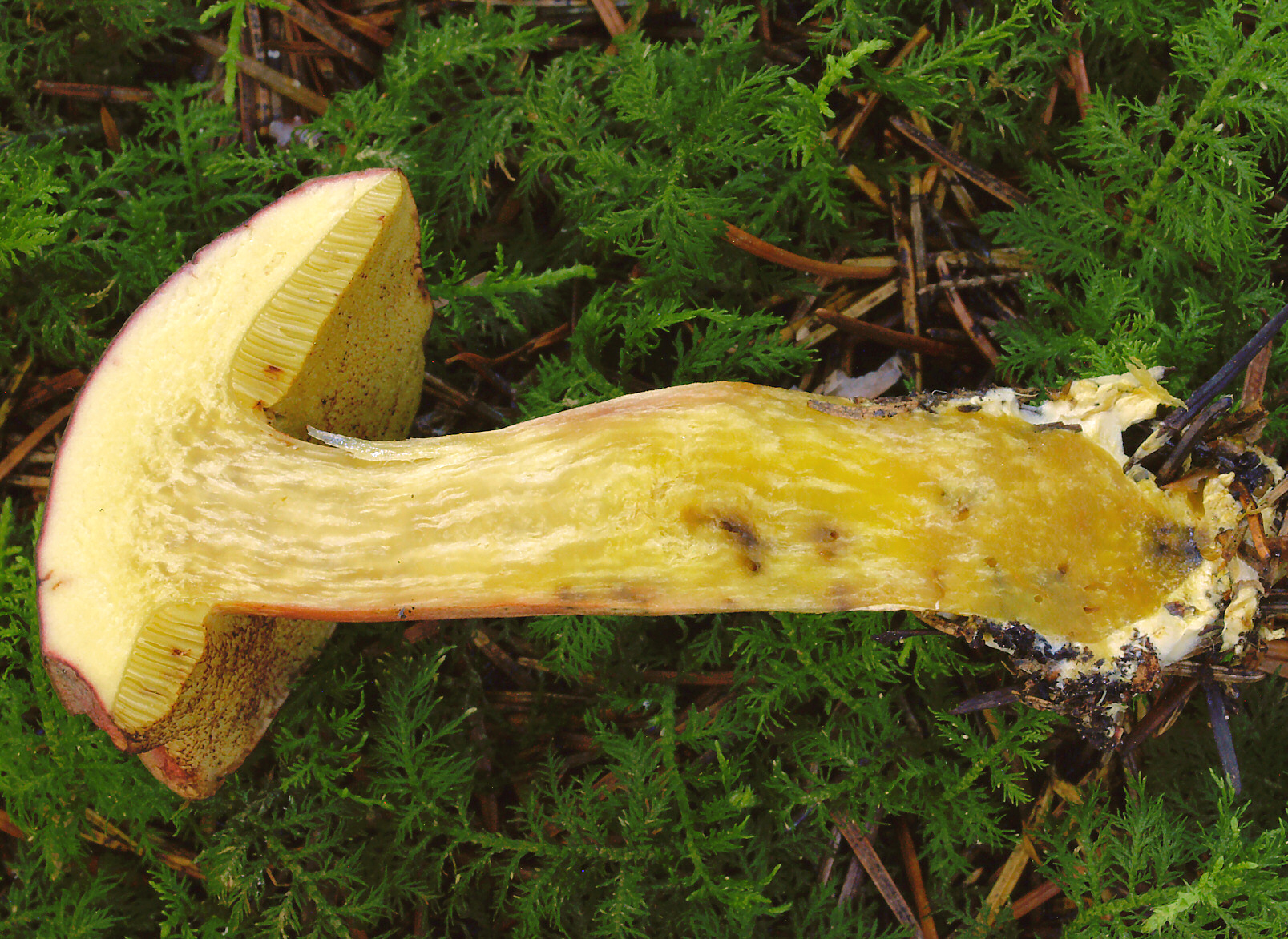
Doorsnede steel
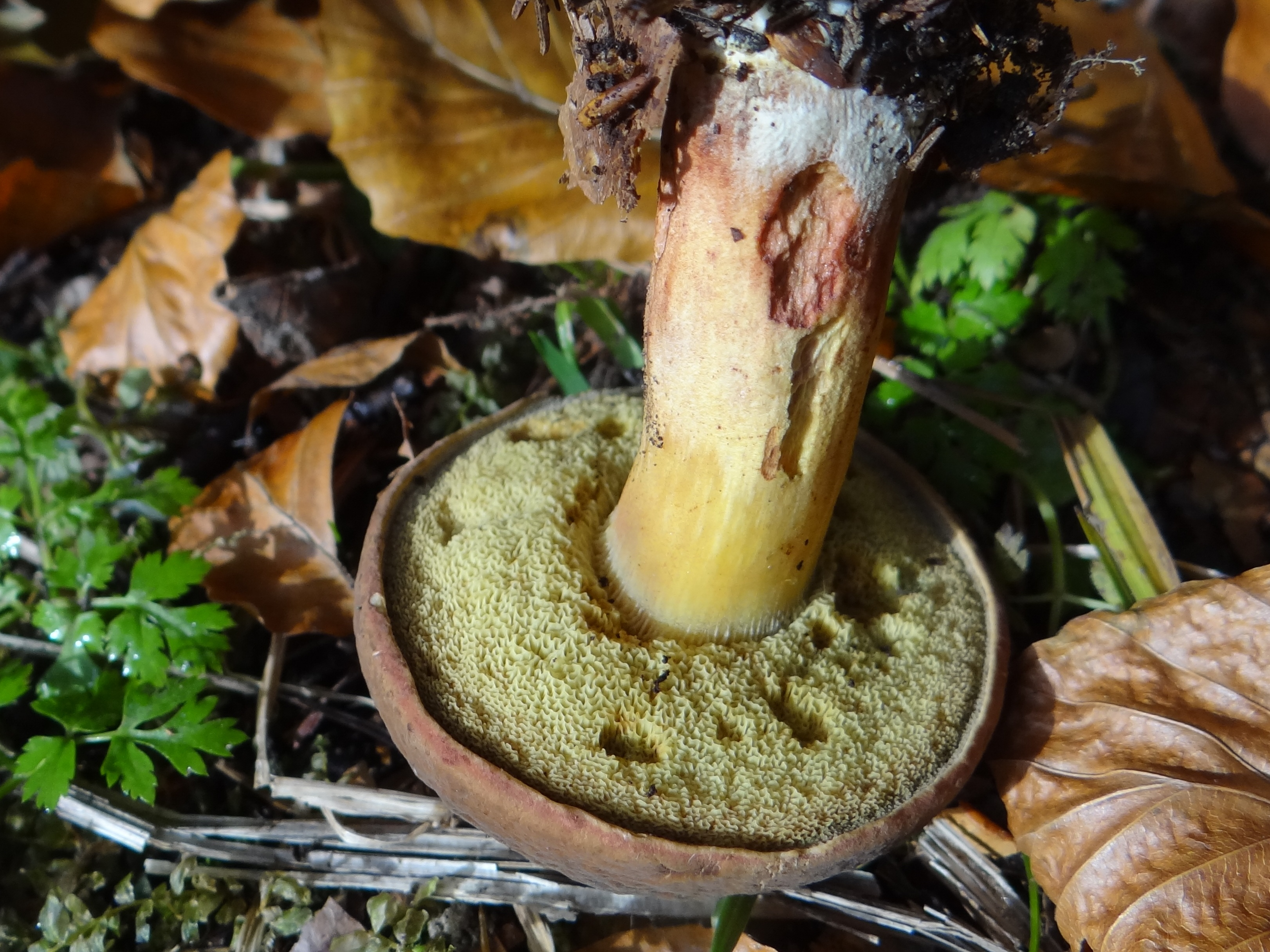
Poriën
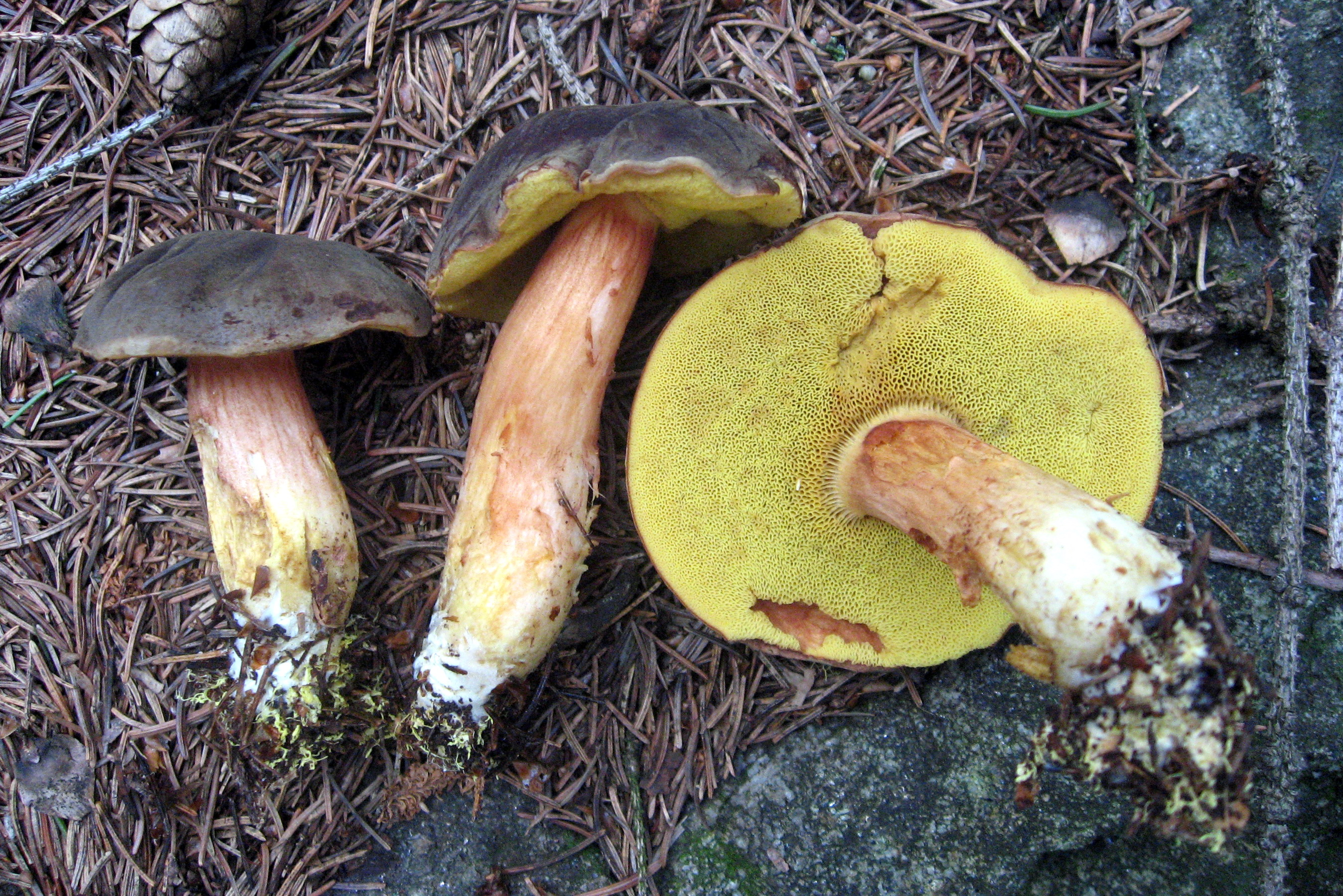
Meerdere exemplaren